# Cenothyla
Cenothyla is een geslacht van kevers uit de familie van de loopkevers (Carabidae). De wetenschappelijke naam van het geslacht is voor het eerst geldig gepubliceerd in 1969 door Rivalier.

## Soorten
Het geslacht Cenothyla omvat de volgende soorten:
- Cenothyla cognata (Chaudoir, 1843)
- Cenothyla consobrina (Lucas, 1857)